# Rathaus (Hilpoltstein)

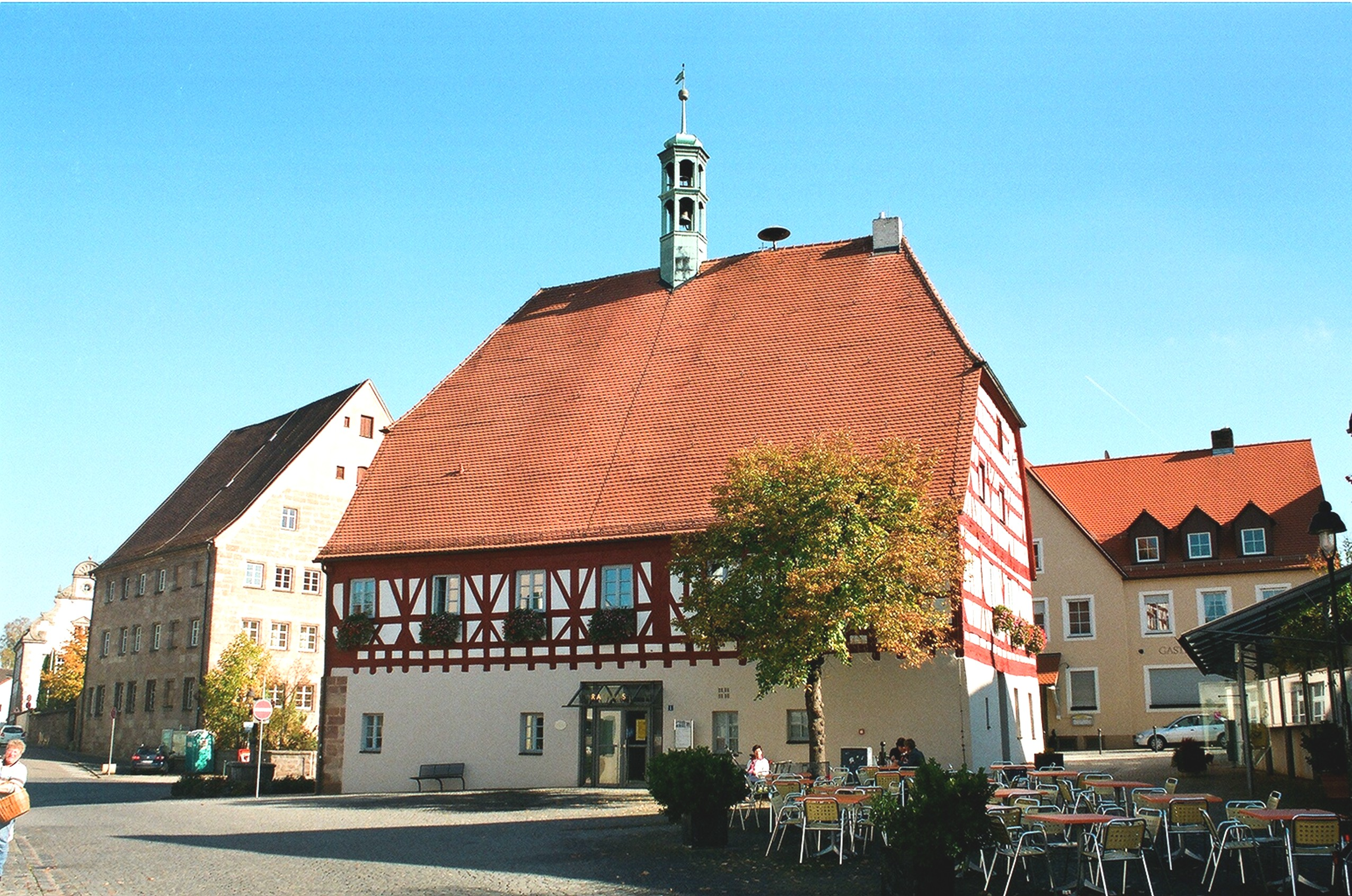
Rathaus in Hilpoltstein

Das Rathaus in Hilpoltstein, einer Stadt im mittelfränkischen Landkreis Roth in Bayern, wurde 1417 als Handelshaus errichtet. Das Rathaus an der Marktstraße 1 ist ein geschütztes Baudenkmal.
Der freistehende, zweigeschossige Sandsteinquaderbau mit hohem Halbwalmdach besitzt ein Fachwerkobergeschoss und einen Fachwerkgiebel. Auf dem First sitzt ein Dachreiter mit Glocken. Der Bau wurde im Jahr 1885 verändert.